# Love Kills (Freddie Mercury)
Love Kills è un singolo del cantautore britannico Freddie Mercury, pubblicato il 10 settembre 1984 come unico estratto dalla colonna sonora del film Metropolis.

## Descrizione
Scritta dallo stesso Mercury e dal compositore italiano Giorgio Moroder, Love Kills fece la sua prima apparizione nella riedizione del film di fantascienza Metropolis, diretto da Fritz Lang nel 1927, e riproposto dallo stesso Moroder colorato e musicato con il titolo Giorgio Moroder Presents Metropolis.
Il brano è di fatto il primo singolo ufficiale da solista di Freddie Mercury e apparve per la prima volta nell'album postumo The Freddie Mercury Album del 1992, oltre che negli altri album tributo al cantante: Freddie Mercury Solo Collection (2000) e Lover of Life, Singer of Songs: The Very Best of Freddie Mercury Solo (2006).
Nel 2006 i Sunshine People realizzarono un remix di Love Kills che fu pubblicato come singolo in vari paesi europei.

## Versione dei Queen
Nel 2014 i Queen, in occasione della pubblicazione della raccolta Queen Forever, hanno reso disponibile una versione inedita del brano rielaborata da Brian May e Roger Taylor in forma ballata e intitolata Love Kills - The Ballad.

## Tracce

### Edizione del 1984
7"
- Lato A

1. Love Kills – 4:30 (Freddie Mercury, Giorgio Moroder)

- Lato B

1. Rotwang's Party (Robot Dance) – 3:06 (Giorgio Moroder)

12"
- Lato A

1. Love Kills (Extended Remix) – 5:21 (Freddie Mercury, Giorgio Moroder)

- Lato B

1. Rotwang's Party (Robot Dance) (Extended Remix) – 5:23 (Giorgio Moroder)

### Edizione del 2006
CD singolo (Germania)
1. Love Kills (Rank 1 Radio Remix) – 3:31 (Freddie Mercury, Giorgio Moroder)
2. Love Kills (Sunshine People Radio Remix) – 3:14 (Freddie Mercury, Giorgio Moroder)
3. Love Kills (Star Rider Remix) – 3:45 (Freddie Mercury, Giorgio Moroder)
4. Love Kills (Single Version '85) – 4:31 (Freddie Mercury, Giorgio Moroder)

CD singolo (Regno Unito)
1. Love Kills (Sunshine People Radio Remix) – 3:14 (Freddie Mercury, Giorgio Moroder)
2. Love Kills (Star Rider Remix) – 3:45 (Freddie Mercury, Giorgio Moroder)
3. Love Kills (Single Version '85) – 4:31 (Freddie Mercury, Giorgio Moroder)
4. Love Kills (Sunshine People Club Remix) – 5:54 (Freddie Mercury, Giorgio Moroder)

### Altri remix
1. Wolf Euro Mix (dall'album Remixes)
2. Pixel 82 Mix e More Oder Rework by The Glimmers (dall'album Lover of Life, Singer of Songs)
3. Halo White Label 2000 Mix (dall'album Solo Collection)